# Эпентеза
Эпенте́за (др.-греч. ἡ ἐπένθεσις, вставка) — фонетическое явление, добавление одного или более звуков в слово; согласного (лат. excrescentium, нарост) или гласного (т. н. анаптиксис, др.-греч. ἡ ἀνάπτυξις, вставка).

## Эпентеза в стихосложении
Эпентеза в античном стихосложении представляет собой добавление слога в слово. Напр. «mōrtalīs, quoniām bellī fera mōenera Māvors» (Lucr. Rer. Ι 32), где Māvors употреблено вместо Mars; или напр. «nāvita nēc mediā nēscius ērrat aquā» (Ovid. Amor. XIII 12), где navita употреблено вместо nauta. Здесь явление эпентезы часто восходит к архаичным формам слов; напр. Māvors как архаичная форма Mars. Встречается обычно в латинском стихе.
Примером эпентезы в современном стихосложении может служить английская песня «The Umbrella Man», где метр требует произнесения слова «umbrella» в четыре слога, то есть «um-buh-rel-la»: «any umbrellas» произносится как «ány úmberéllas».

## Эпентеза при развитии языка
Эпентеза при развитии языка представляет собой добавление в слово неэтимологического (то есть не влияющего на значение) опорного или переходного звука. Явление, как правило, сводится к «предвзятию» (антиципации) ожидаемой артикуляционной позиции. Органы речи, приготовляясь к произнесению звука, принимают необходимое положение заблаговременно, обеспечивая, таким образом, биодинамически «удобную» артикуляцию, при которой происходит наименьшая трата сил. При этом предшествующие составляющие слова подвергаются изменению. 
Она имеет, как правило, эволюционный характер, возникая по мере развития языка. Часто возникает в том случае, когда язык заимствует слово с недопустимым для себя скоплением согласных (в частности, заимствование слов в языки с действующим законом открытого слога, такие как японский или праславянский, из языков без оного). 
Примеры:
Excrescentium
- протогреч. *amrotos → др.-греч. ἄμβροτος (произн. ambrotos); «бессмертный»
- лат. tremulare → фр. trembler; «дрожать»
- лат. homine(m) → homne → homre → исп. hombre; «человек»
- др.-англ. thunor → англ. thunder; «гром»

Анаптиксис
- *bradar → перс. baradar; «брат»
- лат. stupidus → исп. estúpido; «глупый»
- лит. мар. йоча «ребенок» + ат «даже» → разг. йочаят «даже ребенок» (добавл. ja при слиянии)
- англ. street → яп. ストリート: «sɯtoɾiːto»
- праслав. *lьstь «хитрость, обман» < готск. lists «хитрость»
- рус. бревно → тат. bürənə
- валлон. spale → валлон. ene sipale